# بدر الدين الصائغ
بدر الدين الصائغ هو صحفي ومذيع مغربي في التلفزيون العربي بلندن. حاصل على شهادة في الأدب الإنجليزي من المغرب، وحاصل على شهادة الماجستير في الترجمة من بريطانيا، وفي عام 2000 بدأ الصائغ عمله الصحفي
يُقدّم حاليا برنامج «العربي اليوم» وبرنامج «وفي رواية أخرى» على التلفزيون العربي.
عمل قبل ذلك صحفيا ومذيعا في تلفزيون بي بي سي عربي في لندن وفي تلفزيون سكاى نيوز عربية بأبو ظبي.
بدأ العمل الصحفي في لندن عام 2000 صحفيا ثم مراسلا ومذيع أخبار ومقدم برامج تلفزيونية وإذاعية. عمل في عدد من المؤسسات الإعلامية، آخرها بي بي سي عربي وسكاي نيوز عربية قبل الالتحاق بالتلفزيون العربي.

## إنجازاته
قام بتغطيات ميدانية عديدة في بلدان متفرقة، أهمها التغطية الميدانية للغزو الأميركي للعراق عام 2003. 
كما أجرى حوارات صحفية مع عدد من القادة السياسيين العرب والأجانب.
إعداد وتقديم مجموعة من الأفلام الوثائقية السياسية والتاريخية، أشهرها البرنامج الوثائقي الذي عرضته قناة بي بي سي عربي تحت عنوان «على خطى ليون الإفريقي»، الذي أخرجه المخرج البريطاني جيريمي جيفس.